# 青春创世纪 (电视剧)
《青春创世纪》（英語：Something Just Like This），是2020年中国大陆创业都市电视剧。改編自岁正的網絡小說《独家专宠》。由中國著名導演陈凯歌担任监制，陈飞宏执导，並由黄景瑜、吴谨言领衔主演。2019年4月28日在厦门正式开机，8月10日全劇殺青。2020年11月8日在愛奇藝播出。

## 播出時間
| 平台   | 所在地   | 日期                          | 時間                                                        | 備註 |
| 爱奇艺 | 中国大陆 | 2020年11月8日 - 2020年12月9日 | VIP会员：抢先看10集 每天20点更新2集 非会员：每天20点更新2集 |      |

## 劇情介紹
《青春創世紀》是一部聚焦現代創業題材的都市青春劇，講述富二代段燃（黃景瑜 飾）與青梅竹馬錢希西（吴谨言 飾）在電商產業幾經艱辛，最終克服困難實現創業夢想的故事。

## 演员列表

### 主要演员
| 主要演員 | 角色   | 介紹 |
| 黃景瑜   | 段燃   | 海外留學的高材生，富二代出身的他有着傲娇的性情，雖然含著金湯匙出生，卻選擇白手起家，立志用“剛”勁創出一片天。后来收购直播公司，成为总裁，却因为行业复杂而频频受挫。                                                                         |
| 吴谨言   | 钱希西 | 父母离异，从小便寄宿在段燃家中。樂觀堅強的拼命三娘。她出身平凡卻堅韌如野草，從一名職場小白成長為新一代“帶貨女王”。她誤打誤撞進入到直播界，並成為一名電商主播，且愈加熱愛。與段燃準備大干一場時，卻發現這個行業的複雜程度遠遠超出自己想像。 |

### 其他演员
| 主要演員 | 角色     | 介紹                                     |
| 宣璐     | 张佳云   | 跨界主播，佛系工作者，銳直播的頭部主播。 |
| 徐立     | 欧阳美宣 | 雷厉风行、手腕非常、精明干练的经纪人     |
| 曹煜辰   | 蒋哲洋   | 流量明星，钱希西小学同学                 |
| 梁大维   | 陈朗     | 云直播CEO                                |
| 王茂蕾   | 世       | 銳直播财务                               |
| 赵珞然   | 苏苏     | 銳直播运营                               |
| 施南     | 圆圆     | 銳直播主播                               |
| 曹卫宇   | 段盛昀   | 段燃的父親                               |
| 王姬     | 蒋母     |                                          |
| 沙宝亮   | 錢進     | 钱希西父亲                               |
| 王佳宇   | 五哥哥   |                                          |

## 制作团队
該劇的导演陈飞宏是中國著名导演陈凯歌的外甥，曾长期担任陈凯歌的副导演和执行导演。